# Сфокусированный ионный пучок
Сфокусированный ионный пучок (СИП, англ. FIB, Focused Ion Beam) — широко используемая методика в материаловедении для локального анализа, напыления и травления материалов. Установка для ионного травления напоминает растровый электронный микроскоп. В электронном микроскопе используется пучок электронов, тогда как в СИП применяют более тяжелые частицы — ионы (с большей кинетической энергией). Бывают установки, использующие оба вида пучков. Не следует путать СИП с устройством для литографии, где также используется ионный пучок, но слабой интенсивности, а в травлении основным является свойства самого резиста.

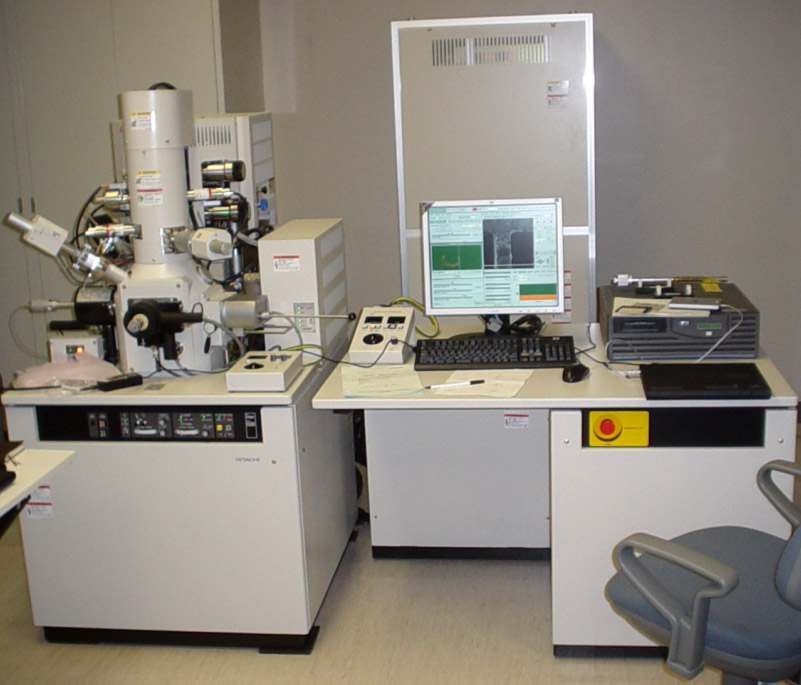
Фотография СИП-установки

## Источник ионов
Самыми распространенными в локальном анализе источниками ионов являются так называемые жидко-металлические, в которых используется галлий. Температура плавления галлия равна ~ 30 °C.
Кроме галлия в источниках используются также золото и иридий. В галлиевом источнике нагретый металл соприкасается с вольфрамовой иглой. Галлий смачивает вольфрам, а большое электрическое поле (более 108 В/см) вызывает ионизацию и эмиссию ионов галлия. Затем ионы ускоряются до энергии в 5-50 кэВ и фокусируются на образец с помощью электростатической линзы. В современных установках ток достигает десятки наноампер, который фокусируется в пятно в несколько нанометров.

## Принцип действия

Принцип работы СИП

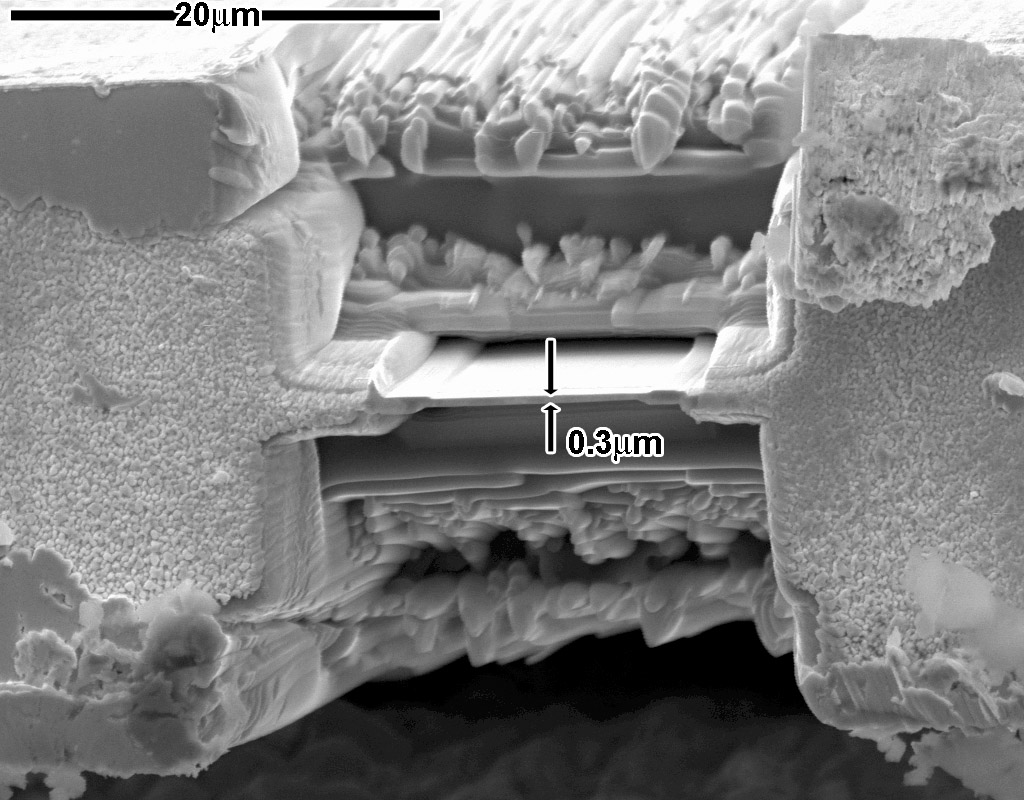
РЭМ изображение тонкого ПЭМ образца вырезанное CИП-ом.

Первые СИПы были созданы в начале 90-х годов. Принцип работы у СИПа похож на работу электронного микроскопа с небольшой, но существенной разницей — в СИПах используются ионный пучок вместо электронного.
Ионы галлия после ускорения электрическим полем сталкиваются с образцом. Кинетической энергии ионов достаточно, чтобы распылять материал образца.
При малых токах удаляется небольшое количество материала. В современных СИПах достигается разрешение около 5 нм). При больших токах ионный пучок легко режет образец с субмикронной точностью.
Если образец изготовлен из непроводящего ток материала, то на его поверхности накапливаются ионы, которые отталкивают пучок ионов. Чтобы избежать этого, накопленный заряд нейтрализуется потоком электронов. СИПы последних разработок имеют собственную систему изображений, поэтому нет необходимости использовать электронный микроскоп для контроля процесса обработки.

## Устройство
В отличие от электронного микроскопа, CИП «разрушает» образец. При ударе ионов галлия о поверхность образца, они «вырывают» атомы, из которых состоит образец. В ходе обработки поверхности атомы галлия также имплантируются в глубину образца на несколько нанометров. Поверхность образца после этого приходит к аморфному состоянию.
СИП может обрабатывать поверхность образца очень тонко — возможно удалить слой с поверхности на глубину равную атомному размеру, при этом совершенно не затрагивая следующий слой. Шероховатость поверхности образца после обработки ионным пучком составляет менее микрона

## Особенности ионов
Основным фундаментальным отличием CИП от методов сфокусированного электронного пучка (таких как РЭМ, ПРЭМ и EBID) — это использование ионов вместо электронов, что существенно меняет процессы на поверхности исследуемого образца. Наиболее важными характеристиками по последствиям взаимодействия с образцом являются:
Ионы больше электронов
- Поскольку ионы больше электронов, то они не могут так легко проникать в отдельный атом образца. Взаимодействие в основном включает внешнюю оболочку и приводит к ионизации и разрушению химических связей атомов на поверхности.
- Глубина проникновения ионов гораздо меньше глубины проникновения электронов той же энергии.
- Остановившийся ион в материале захватывается матрицей.

Ионы тяжелее электронов
- Поскольку ионы тяжелее, то они могут приобретать больший импульс. Так, при одной энергии с электроном, импульс иона может превышать импульс электрона в 370 раз.
- Ионы при той же энергии движутся медленнее электронов, однако это незначительно по сравнению со скоростью сканирования и на практике не имеет значения.
- Магнитные линзы не так эффективны, как для электронов, поэтому используются электростатические.

Ионы имеют положительный заряд, а электроны — отрицательный
- Это различие имеет незначительные последствия и влияет на полярность поля контролирующего и ускоряющего пучок ионов.

Таким образом, ионы имеют положительный заряд, тяжелы и медленны, в то время как электроны отрицательно заряжены, имеют малый размер и массу, и при этом обладают большей скоростью. Наиболее важным следствием указанных выше свойств является то, что ионный пучок будет удалять атомы с поверхности образца. При этом положение пучка, время пребывания и размер возможно хорошо контролировать. Поэтому его можно применять для контролируемого травления, вплоть до нанометрового масштаба.

## Для дальнейшего чтения
- Ивановский Г. Ф., Петров В. И. Ионно-плазменная обработка материалов. — М.: Радио и связь, 1986. — 232 с.
- Попов В. Ф. Ионно-лучевые установки. — Л.: Энергоиздат, 1981. — 136 с.

- Габович М.Д. Пучки ионов и атомов для управляемого термоядерного синтеза и технологических целей. — М.: Энергоатомиздат, 1986. — 248 с.

- Форрестер, Т. А. Интенсивные ионные пучки. — М.: Мир, 1992. — 354 с. — ISBN 5-03-001999-0.
- Броудай И.,Мерей Дж. Физические основы микротехнологии. — М.: Мир, 1985. — 496 с. — ISBN 200002876210.

- Попов В. Ф., Горин Ю. Н. Процессы и установки электронно-ионной технологии. — М.: Высш. шк., 1988. — 255 с. — ISBN 5-06-001480-0.

- Виноградов М.И., Маишев Ю.П. Вакуумные процессы и оборудование ионно - и электронно-лучевой технологии. — М.: Машиностроение, 1989. — 56 с. — ISBN 5-217-00726-5.

- Mackenzie, R A D. Focused ion beam technology: a bibliography (неопр.) // Nanotechnology. — 1990. — Т. 1. — С. 163. — doi:10.1088/0957-4484/1/2/007.
- J. Orloff. Handbook of Charged Particle Optics (неопр.). — CRC Press, 2009. — ISBN 978-1-4200-4554-3.